# Sarpang

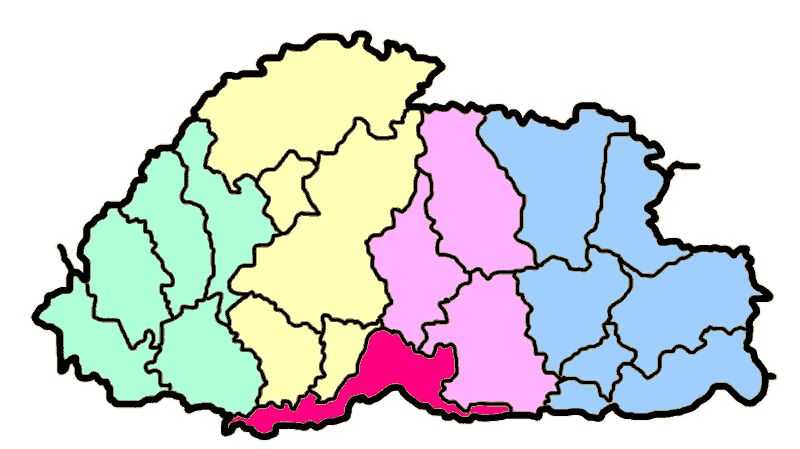
Localização de Sarpang no Butão (rosa destacado)

Sarpang (Djongkha: གསར་སྤང་རྫོང་ཁག་) é um dos 20 distritos do Butão.